# Unterwinstetten
Unterwinstetten ist ein Gemeindeteil der Großen Kreisstadt Dinkelsbühl im Landkreis Ansbach (Mittelfranken, Bayern). Unterwinstetten liegt in der Gemarkung Wolfertsbronn.

## Geographie
Südlich des Dorfs liegt das Kirchenholz, nordwestlich das Kesselholz. Ansonsten ist der Ort von Acker- und Grünland umgeben. 0,5 km nordöstlich befindet sich die Anhöhe Schnabelberg. Gemeindeverbindungsstraßen führen nach Oberwinstetten (0,5 km westlich), die Kreisstraße AN 45 kreuzend nach Langensteinbach (1,6 km südöstlich), nach Segringen (1,1 km nördlich) und zur AN 45 bei Dinkelsbühl (1,5 km nördlich).

## Geschichte
Die Fraisch über Unterwinstetten war strittig zwischen dem oettingen-spielbergischen Oberamt Mönchsroth und der Reichsstadt Dinkelsbühl. Die Dorf- und Gemeindeherrschaft hatte die Reichsstadt Dinkelsbühl. Der Ort bildete mit Oberwinstetten eine Realgemeinde. Gegen Ende des 18. Jahrhunderts gab es 4 Anwesen. Grundherr über alle Anwesen war die Reichsstadt Dinkelsbühl (katholische Kirchenpflege: 2 halbe Güter; Stadtkammer: 1 Gut; der Dinkelsbühler Bürger Jeremias Schuster: 1 Hofgut).
Im Jahr 1809 wurde Unterwinstetten infolge des Gemeindeedikts dem Steuerdistrikt Segringen und der Ruralgemeinde Wolfertsbronn zugeordnet. Am 1. Januar 1971 wurde Unterwinstetten im Zuge der Gebietsreform in Bayern nach Dinkelsbühl eingegliedert.

## Einwohnerentwicklung
| Jahr      | 001818 | 001840 | 001861 | 001871 | 001885 | 001900 | 001925 | 001950 | 001961 | 001970 | 001987 |
| Einwohner | 27     | 31     | 53     | 38     | 52     | 46     | 53     | 76     | 47     | 42     | 46     |
| Häuser    | 6      | 7      |        |        | 9      | 9      | 8      | 9      | 9      |        | 11     |
| Quelle    | [ 10 ] | [ 11 ] | [ 12 ] | [ 13 ] | [ 14 ] | [ 15 ] | [ 16 ] | [ 17 ] | [ 18 ] | [ 19 ] | [ 1 ]  |

## Religion
Der Ort ist seit der Reformation evangelisch-lutherisch geprägt und bis heute nach St. Vinzenz (Segringen) gepfarrt. Die Katholiken sind nach St. Georg (Dinkelsbühl) gepfarrt.